# Philippshof

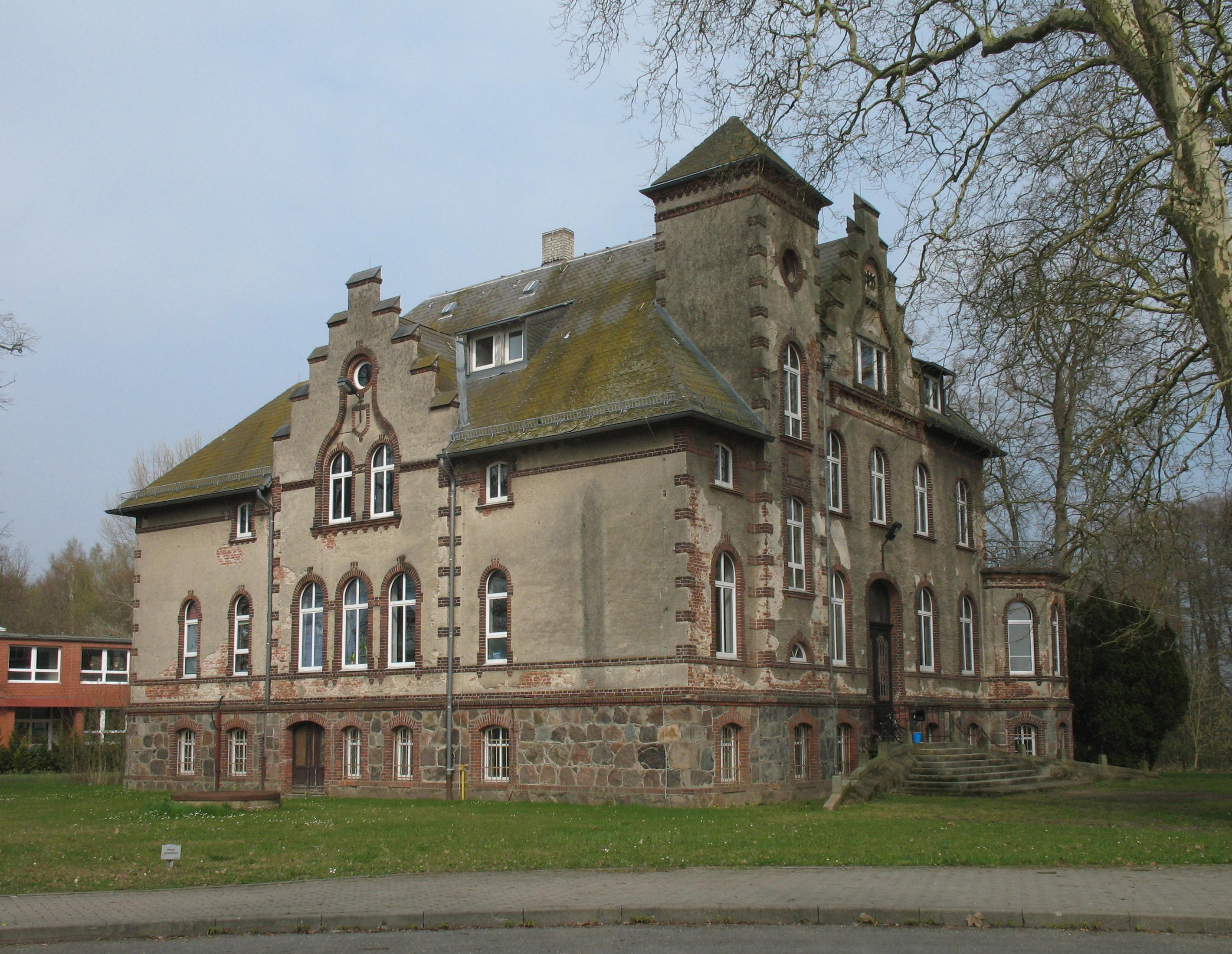
Rittergut Philippshof (2014)

Der Philippshof ist ein ehemaliges Rittergut in Putlitz in der Prignitz im Land Brandenburg. Es gehörte einst zum Besitz der Familie Gans Edle Herren zu Putlitz und wurde im ausgehenden 16. Jahrhundert von Philipp Gans Edlem Herr zu Putlitz begründet und nach ihm benannt.

## Geschichte
Das heute noch bestehende Herrenhaus wurde 1895 erbaut. Zu jener Zeit umfasste das Rittergut nach dem Handbuch des Grundbesitzes in Preußen genau 662 ha Land.
Philippshof war bis zum Ende des Zweiten Weltkriegs im Privatbesitz derer zu Putlitz. Letzter Gutsbesitzer war Oberstleutnant a. D. Siegfried Gans zu Putlitz (1886–1955).
Im Rahmen der so genannten Bodenreform in der Sowjetischen Besatzungszone nach 1945 wurde der Besitz enteignet, das Gutshaus ging in der DDR nach 1949 in so genanntes Volkseigentum über. Im Jahr 1995 wurde das Gebäude umfassend saniert. Bis zum Sommer 2005 wurde es als Grundschule genutzt und stand danach leer. Das Gutshaus ist denkmalgeschützt.
Am 15. Dezember 2005 wurde das Herrenhaus versteigert.